# Militona

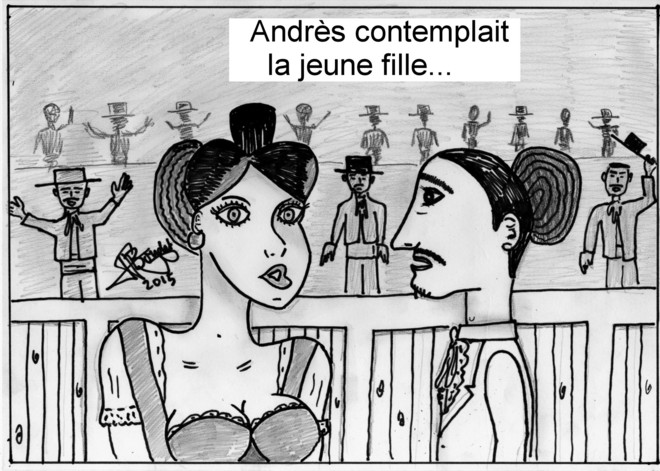
Dessin de Jean-Pierre Boudet, 2015 pour illustrer Militona de Théophile Gautier.

Militona est un roman de Théophile Gautier paru en feuilleton dans La Presse du 1er au 16 janvier 1847, puis en volume chez Desessart la même année .

## Résumé
À Madrid, don Andrès de Salcedo doit bientôt épouser doña Feliciana de los Rios, mais, sur la place des Taureaux, il croise le regard de Militona, une jeune manola. Ce qui déplaît fortement à Juancho le torero...

## Commentaires
Après ses voyages en Espagne, Gautier nous livre ici une belle histoire romantique à sa façon où l'amour va triompher de la violence. Allez à Madrid, au temps de Gautier et découvrez la belle Militona. 

## Éditions
- 1847 Militona, feuilleton dans La Presse
- 1847 Militona, éditeur Desessart
- 1852 Militona, dans Un trio de romans, éditeur Victor Lecou
- 1855 Militona, éditeur Hachette
- 1869 Militona, éditeur Hachette
- Militona sur le site Gautier journaliste